# Vraie Église orthodoxe russe - Métropolie de Moscou
Pour les articles homonymes, voir Vraie Église orthodoxe russe.
La Vraie Église orthodoxe russe - Métropolie de Moscou est l'une des nombreuses Églises orthodoxes non canoniques, traditionalistes de Russie issue de l'« Église des catacombes » (clandestine et opposée à l'Église officielle après la révolution bolchévique).
Le primat actuel de l'Église est Viatcheslav (Lissovy) avec le titre de Métropolite de Moscou  et Kolomensk (depuis 2000).